# Engaeus lengana
Engaeus lengana ist eine Flusskrebsart, die in Tasmanien angetroffen werden kann. Die Besonderheit dieser Tiere ist, dass sie in einem Bau leben, der kaminartige Ausgänge hat.
Engaeus lengana besiedelt die Gebiete im nordwestlichen Tasmanien und wurde auch auf Hunter Island gefunden. Das Verbreitungsgebiet in Tasmanien verläuft entlang der Nordküste von Rocky Cape bis Birchs Inlet im Süden.

## Vorkommen und spezifisches Sozialverhalten
Engaeus lengana besiedelt küstennahe Sumpfgebiete, Bäche, die durch Akazienwälder fließen, ebenso wie die Grasebenen und auch Bäche, die durch feuchte Eukalyptus- oder Regenwälder fließen. Sie ist oft in oder an Gewässern zu finden, die das ganze Jahr hindurch Wasser führen. In den meisten Fällen kann man beobachten, dass Engaeus lengana sympatrisch mit Engaeus fossor vorkommt, wobei diese sich die wesentlich größeren Gänge von Engaeus fossor und deren Wasserspeicherung zunutze macht und an diese Gangsysteme seine eigenen Gänge anschließt.
Dasselbe Verhalten wurde von Engaewa subcoerulea und Cherax crassimanus im westlichen Australien sowie bei Tenuibranchirus glypticus und bei einer Cherax-Art im südlichen Queensland beobachtet. Auch in diesen beiden Fällen ist die eine Art und deren Gänge wesentlich kleiner als die beiden anderen.

## Identifikation
Von dieser Art wurden bisher keine intersexuellen Tiere gefunden. Männchen und Weibchen wurden in annähernd gleicher Anzahl gefangen. Die vermessenen Krebse hatten eine Carapaxlänge zwischen 1,0 und 1,8 cm.

## Paarung
Eiertragende Weibchen wurden bereits in der Gegend von Rocky Cape und Welcome Swamp im nordwestlichen Tasmanien gefunden. Männchen und Weibchen gemeinsam wurden in einem Gangsystem auf Hunter Island entdeckt. Es wird angenommen, dass die Paarung im Oktober stattfindet und sich die Eier über den Sommer entwickeln.